# Хав'єр Оліва Гонсалес
Хав'єр Оліва Гонсалес (ісп. Javier Oliva González, нар. 29 травня 1976, Оспіталет-де-Льобрегат), відомий як Хаві Оліва (ісп. Xavi Oliva) — іспанський футболіст, що грав на позиції воротаря.

## Ігрова кар'єра
У дорослому футболі дебютував 1994 року виступами на рівні Сегунди Б за команду «Оспіталет» з рідного міста. По ходу сезону 1996/97 став основним гравцем команди. 1997 року перейшов до системи «Валенсії», де протягом сезону грав за другу команду «Валенсія Месталья».
Згодом протягом сезону 1998/99 був основним воротарем «Тарраси», також представника третього дивізіону, після чого перейшов до друголігового «Рекреатіво» (Уельва), де був лише резервним голкіпером. Упродовж 2000–2002 років захищав ворота «Хімнастіка» (Таррагона), провівши по одному сезону у третьому і другоми дивізіонах іспанської першості.
2002 року приєднався до «Кастельйона», де став основним воротарем і за три роки допоміг команді здобути підвищення в класі до Сегунди. Наступні чотири роки виступав за «Кастельйон» на цьому рівні.
Влітку 2009 року контракт із досвідченим голкіпером уклав вищоліговий «Вільярреал», де Хаві провів заключні 2 сезони своєї ігрової кар'єри, так і не отримавши шансу дебютувати на рівні елітної Ла-Ліги.